# 阿兒思蘭
阿儿思兰（意为狮子，?—?），阿速部人，蒙古帝国将领。
蒙哥用兵围住他所在城池，他和儿子阿散真一起出城迎接。蒙哥命他專領阿速人，且留下他軍队的一半，剩下的还回去，鎮守其境內。阿散真在与阇儿哥叛军作战中，战死。蒙哥遣使裹屍還葬。阿兒思蘭说：「臣長子死，不能為國效力，现在把次子捏古來獻给陛下任用。」他又把次子捏古来送交蒙哥。蒙哥命捏古來跟随從兀良哈台征大理国，有功，兀良哈台賞给他白金名馬。捏古来伐南宋，中箭身死。
捏古来之子忽儿都答，充管軍百戶。忽必烈命他跟随孛羅那顏出使哈兒馬某（忽鲁谟斯）之地，病卒。忽兒都答之子忽都帖木儿，跟随海山征海都，以功賞白金。至大元年（1308年），授宣武將軍、左衛阿速親軍副都指揮使。至大四年（1311年），卒。

## 延伸阅读
[在维基数据编辑]
 《元史·卷123》，出自宋濂《元史》
 《新元史/卷152》，出自柯劭忞《新元史》